# Baronia brevicornis
Baronia brevicornis is een vlinder uit de familie van de pages (Papilionidae). De wetenschappelijke naam van de soort is voor het eerst geldig gepubliceerd in 1893 door Salvin.
De soort komt voor in Mexico.